# Shamshi-Adad IV
Šamši-Adad IV was koning van Assyrië van  1057 v.Chr. - 1050 v.Chr.
Met de dood van zijn voorganger Assur-bel-kala begon een duistere tijd voor het Assyrische rijk, dat uiteindelijk bijna zou bezwijken onder de toenemende druk van de steeds oprukkende Aramese stammen, die spoedig de Eufraat wisten over te trekken. Shamshi-Adad regeerde vanuit Assur, hoewel hij beweert ook een zomerpaleis in Ninive te bezitten.